# Étienne François de Choiseul
Étienne François de Choiseul, francoski general, * 1719, † 1775.
1. 1 2  RKDartists
2. ↑  SNAC — 2010.
3. ↑  data.bnf.fr: platforma za odprte podatke — 2011.